# Bradley (Dakota del Sud)
Bradley és una població dels Estats Units a l'estat de Dakota del Sud. Segons el cens del 2000 tenia 112 habitants.

## Demografia
Segons el cens del 2000, Bradley tenia 112 habitants, 44 habitatges, i 34 famílies. La densitat de població era de 180,2 habitants per km².
Dels 44 habitatges en un 27,3% hi vivien nens de menys de 18 anys, en un 59,1% hi vivien parelles casades, en un 13,6% dones solteres, i en un 22,7% no eren unitats familiars. En el 22,7% dels habitatges hi vivien persones soles el 13,6% de les quals corresponia a persones de 65 anys o més que vivien soles. El nombre mitjà de persones vivint en cada habitatge era de 2,55 i el nombre mitjà de persones que vivien en cada família era de 2,91.
Per edats la població es repartia de la següent manera: un 27,7% tenia menys de 18 anys, un 8% entre 18 i 24, un 25,9% entre 25 i 44, un 14,3% de 45 a 60 i un 24,1% 65 anys o més.
L'edat mediana era de 38 anys. Per cada 100 dones de 18 o més anys hi havia 97,6 homes.
La renda mediana per habitatge era de 23.750 $ i la renda mediana per família de 32.500 $. Els homes tenien una renda mediana de 28.125 $ mentre que les dones 21.875 $. La renda per capita de la població era d'11.300 $. Entorn del 12,5% de les famílies i el 10% de la població estaven per davall del llindar de pobresa.

## Poblacions més properes
El següent diagrama mostra les poblacions més properes.